# Houstonie pourpre
Houstonia purpurea
 (septembre 2021).
Si vous disposez d'ouvrages ou d'articles de référence ou si vous connaissez des sites web de qualité traitant du thème abordé ici, merci de compléter l'article en donnant les références utiles à sa vérifiabilité et en les liant à la section « Notes et références ».
Espèce
Houstonia purpurea (anciennement Hedyotis purpurea) est une espèce de plantes à fleurs de la famille des Rubiaceae. Elle est originaire de l'Est des États-Unis depuis l'Est du Texas et de l'Oklahoma jusqu'à la Floride et la Pennsylvanie, avec des populations dispersées dans le Nebraska, l'Iowa, le Michigan, l'État de New York et la Nouvelle-Angleterre.
Il existe trois variétés de cette espèce. La plus rare, var. montana (Roan Mountain bluet) est une espèce en voie de disparition inscrite sur la liste fédérale des États-Unis. Elle ne se rencontre que dans le sud des Appalaches, le long de la frontière entre le Tennessee et la Caroline du Nord. Elle porte le nom de Roan Mountain, l'un des rares sommets montagneux où elle pousse. 